# Myrina dermaptera
Myrina dermaptera är en fjärilsart som beskrevs av Hans Daniel Johan Wallengren 1857. Myrina dermaptera ingår i släktet Myrina och familjen juvelvingar. Inga underarter finns listade i Catalogue of Life.

## Bildgalleri

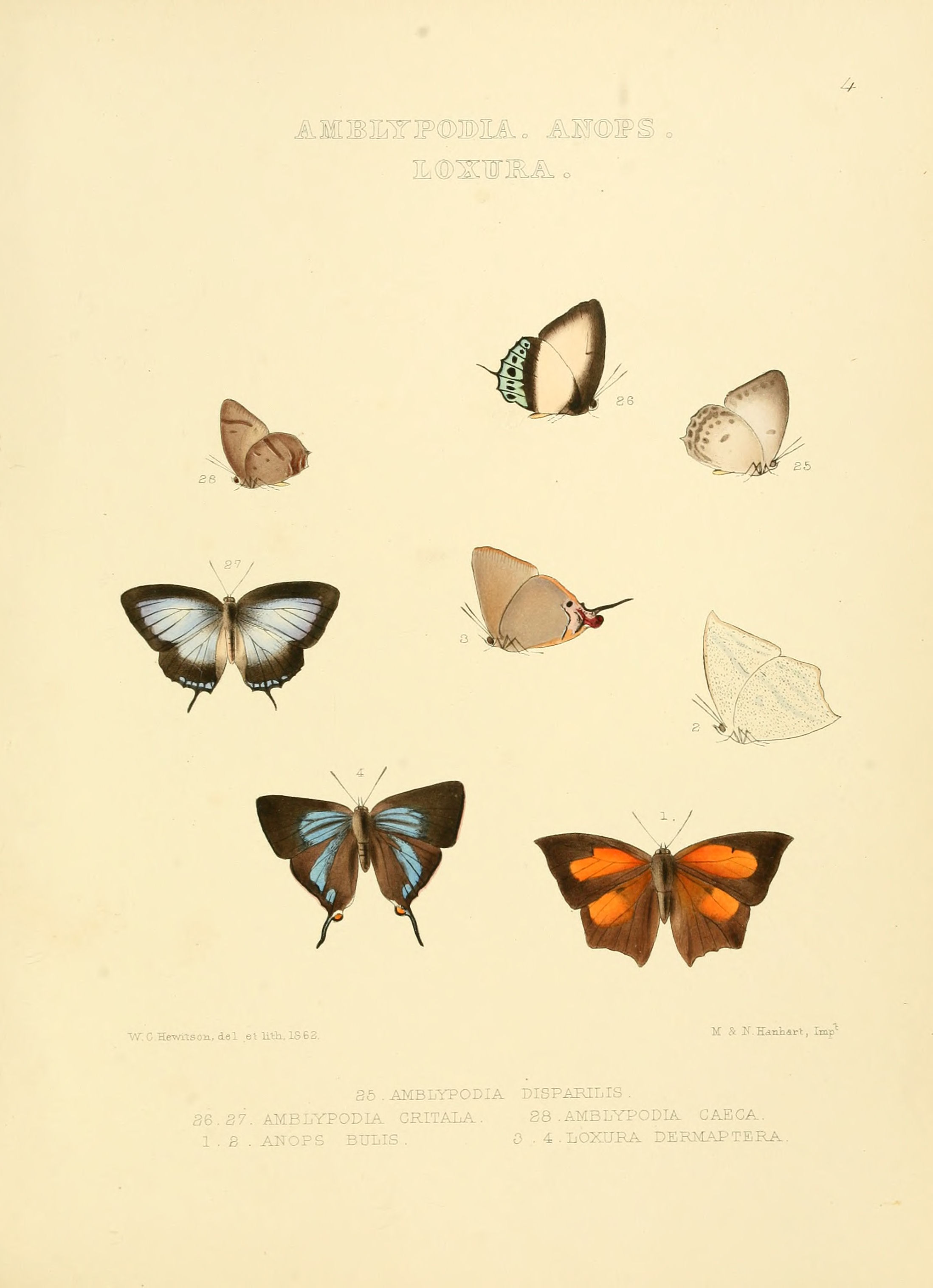
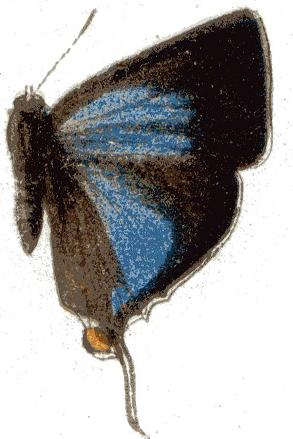
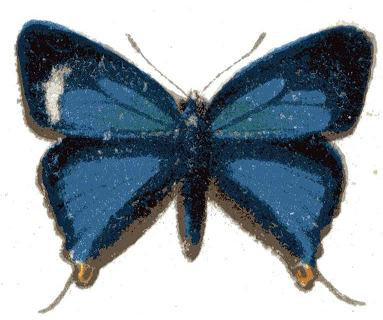
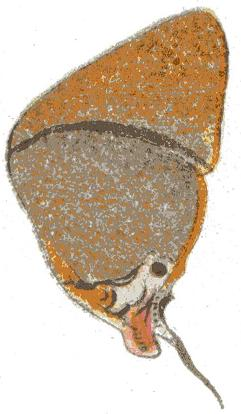
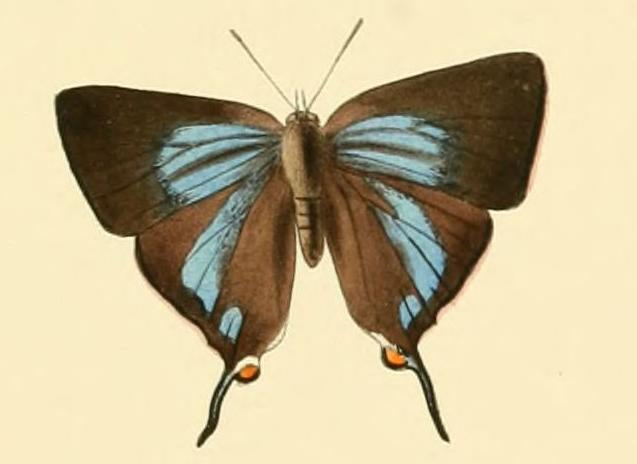
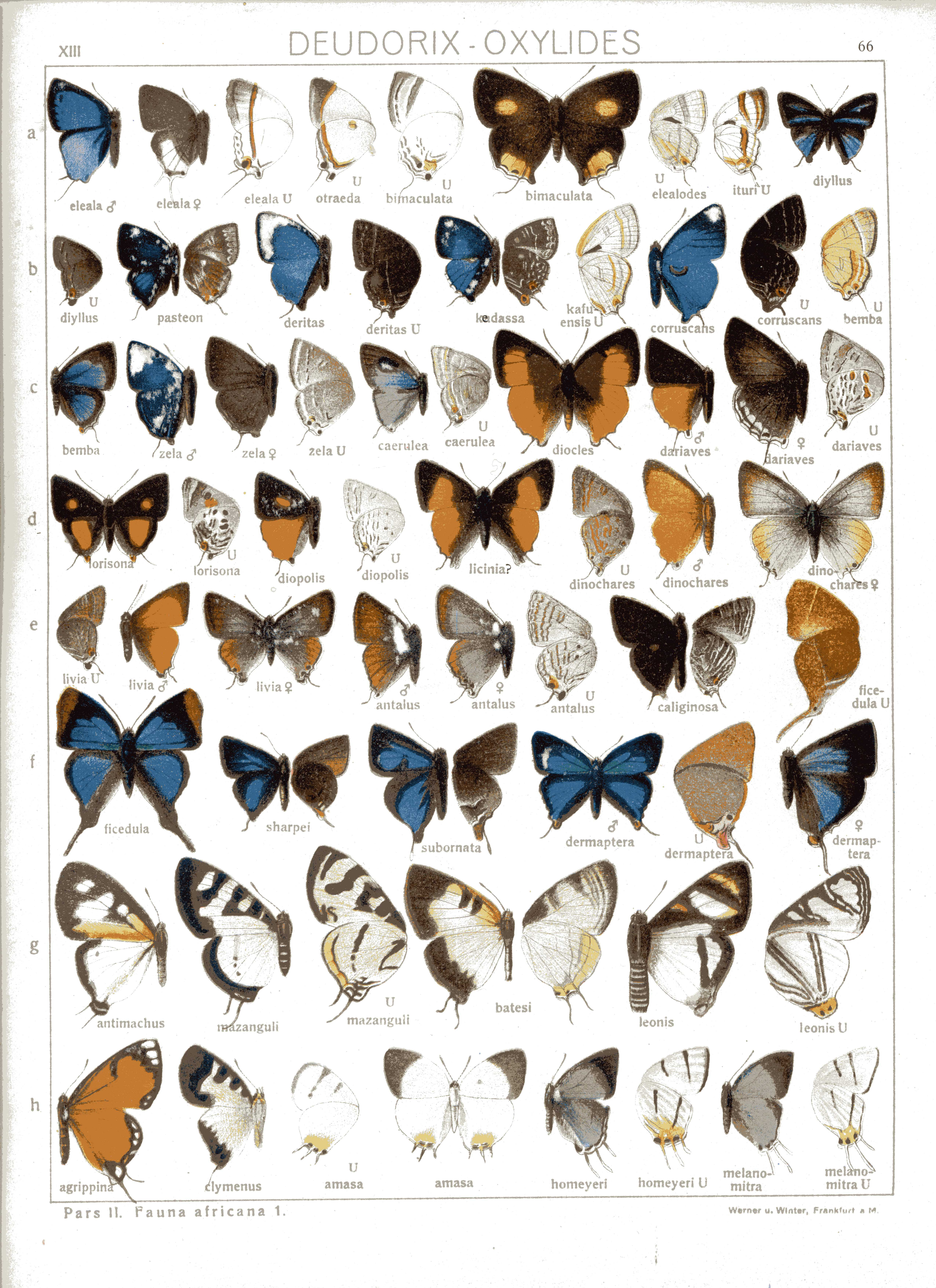